# Matomb
Matomb est une commune du Cameroun située dans le département de Nyong-et-Kéllé et la région du Centre, à 65 km au sud-ouest de Yaoundé. Elle abrite le chef-lieu de l'arrondissement du même nom.

## Géographie
| Ngog-Mapubi | Bot-Makak | Lobo     |
| Éséka       | Matomb    | Mbankomo |
| Makak       | Bondjock  | Ngoumou  |

## Population
Lors du recensement de 2005, la commune comptait 11 512 habitants, dont 2 234 pour la ville de Matomb.

## Organisation
Outre Matomb, la commune comprend les villages suivants :
- Bingongog
- Bomtol
- Boumbone
- Kombeng
- Lamal-Pouguè
- Lissé
- Mambine
- Mandoga
- Mandoumba
- Manguen
- Manyaï
- Mawel
- Mayebeg
- Mayos
- Mbemndjock
- Mbeng
- Nganda
- Ngoung
- Nkenglikok
- Nkongtock
- Pan-Pan

## Personnalités nées à Matomb
- Joël Epalle (1978-), footballeur
- Sosthène Léopold Bayemi Matjei (1964-), évêque d'Obala
- Rev Ndebe Simon (1964,Boumbone) pasteur régional à Yaoundé
- Jérôme Minlend, (1954-2021), expert-comptable, ancien président du Mbog Li a'a